# Особняк Грузинского
Особняк Грузинского — исторический особняк в Санкт-Петербурге, расположенный по адресу Синопская набережная, 66. Был построен в 1877—1878 годах для царевича Ивана Грузинского по проекту архитектора Александра Ивановича Долотова. Здание получило переменную этажность — от двух до трёх уровней, а главным украшением фасадов стали четыре балкона с ажурной оградой. По периметру главный особняк окружали служебные флигели. С 1888 года особняком владел потомственный почётный гражданин М. С. Кузнецов, рижский купец 1-й гильдии. При нём в доме работали чайная и закусочная, а также несколько лавок: портерная, мелочная, шорная и железная.
После революции дом национализировали и отдали под квартиры. Дом оставался жилым вплоть до 1978, когда здание расселили из-за ветхости.
В 2009 году особняк Грузинского вместе с соседними домами Короваевой (№ 68) и Потираловской (№ 70) был передан компании «Н. Э. Ф. — Санкт-Петербург», принадлежащей некоммерческому фонду «12 коллегий». Фонд был учреждён СПбГУ в 2001 году. Планировалось, что три здания будут отремонтированы и объединены в шестиэтажный общественно-деловой центр университета. Градозащитники указывали на явное противоречие проекта законодательству — особняки, построенные в начале XIX века, находятся в рамках охранной зоны и имеют статус объектов культурного наследия. Позднее от проекта отказались, дома № 68 и № 70 были отреставрированы компанией «Невская крепость», исторический облик был сохранён.
Проект воссоздания особняка разработала «Студия „АСМ“». По словам гендиректора архитектора Алексея Михайлова, две технические экспертизы подтвердили аварийность здания и необходимость полной перестройки. Историко-культурную экспертизу выполнила «Архитектурно-реставрационная мастерская „Вега“», подрядчиком стала фирма «Н. Э. Ф. — Санкт-Петербург». Проект подразумевал полный демонтаж здания, КГИОП также согласовал надстройку мансарды при новом строительстве. Представители «Живого города» и ВООПИиК утверждали, что дом Грузинского подлежал восстановлению с помощью обычного ремонта и демонтажа не требовал, а выполненные по заказу застройщика экспертизы были предвзяты.
В октябре 2015 года дом Грузинского снесли.
Градозащитники заметили, что подрядчик разместил на информационном щите у строительной площадки изображение дворового фасада, лишённого декоративной отделки. После окончания строительства, в декабре 2017 года новый особняк был выставлен на продажу, стоимость составила 450 млн рублей. В феврале 2018 года новостройку ввели в эксплуатацию. По отзывам гендиректора «Студия „АСМ“», здание значительно отличается от исторического оригинала: декор фасадов, оконные переплёты, входные двери и козырьки оформлены иначе, кровлю сделали выше, изменили отделку цоколя. В доме открыли гостиницу и бизнес-центр.